# Pont-Salomon
Pont-Salomon ist eine französische Gemeinde mit 1.861 Einwohnern (Stand: 1. Januar 2022) im Département Haute-Loire in der Region Auvergne-Rhône-Alpes. Sie gehört zum Arrondissement Yssingeaux und zum Kanton Aurec-sur-Loire.

## Geographie
Pont-Salomon liegt im Velay, einer Landschaft im Zentralmassiv, und im Forez, etwa 15 Kilometer südwestlich von Saint-Étienne an der Semène, einem Zufluss der Loire. Umgeben wird Pont-Salomon von den Nachbargemeinden Aurec-sur-Loire im Nordwesten und Norden, Saint-Ferréol-d’Auroure im Nordosten und Osten, Saint-Didier-en-Velay im Osten und Südosten, La Séauve-sur-Semène im Süden, Monistrol-sur-Loire im Südwesten sowie La Chapelle-d’Aurec im Südwesten und Westen.
Durch die Gemeinde führt die autobahnartig ausgebaute Route nationale 88.

## Geschichte
1865 wurde die Gemeinde aus Teilen der Kommunen Aurec-sur-Loire, Saint-Didier-en-Velay und Saint-Ferréol-d'Aurore gebildet.

## Bevölkerungsentwicklung
| Jahr                       | 1962 | 1968 | 1975 | 1982 | 1990 | 1999 | 2009 | 2020 |
| Einwohner                  | 1398 | 1546 | 1352 | 1341 | 1637 | 1664 | 1880 | 1889 |
| Quellen: Cassini und INSEE |      |      |      |      |      |      |      |      |

## Sehenswürdigkeiten

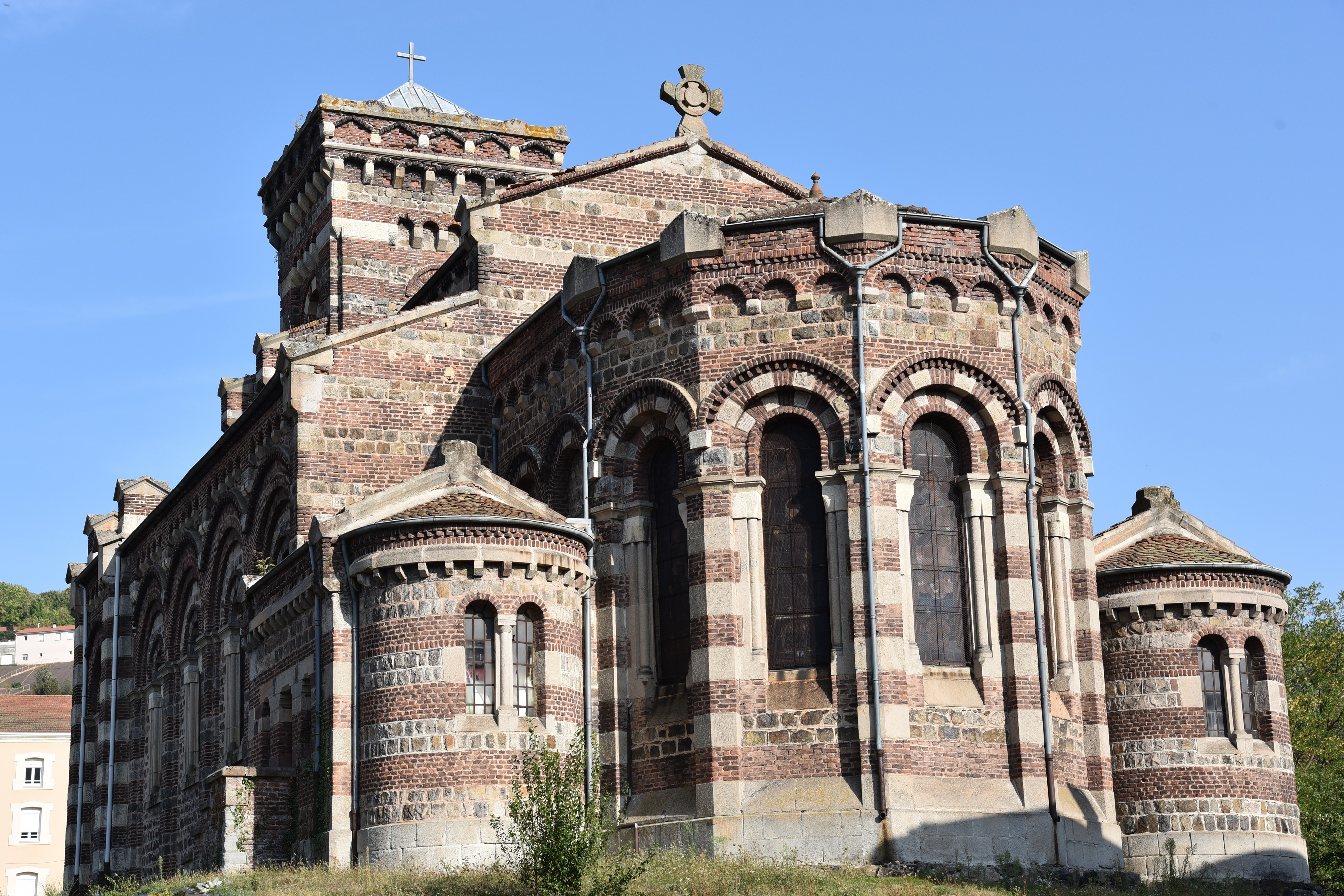
Kirche Mariä Himmelfahrt
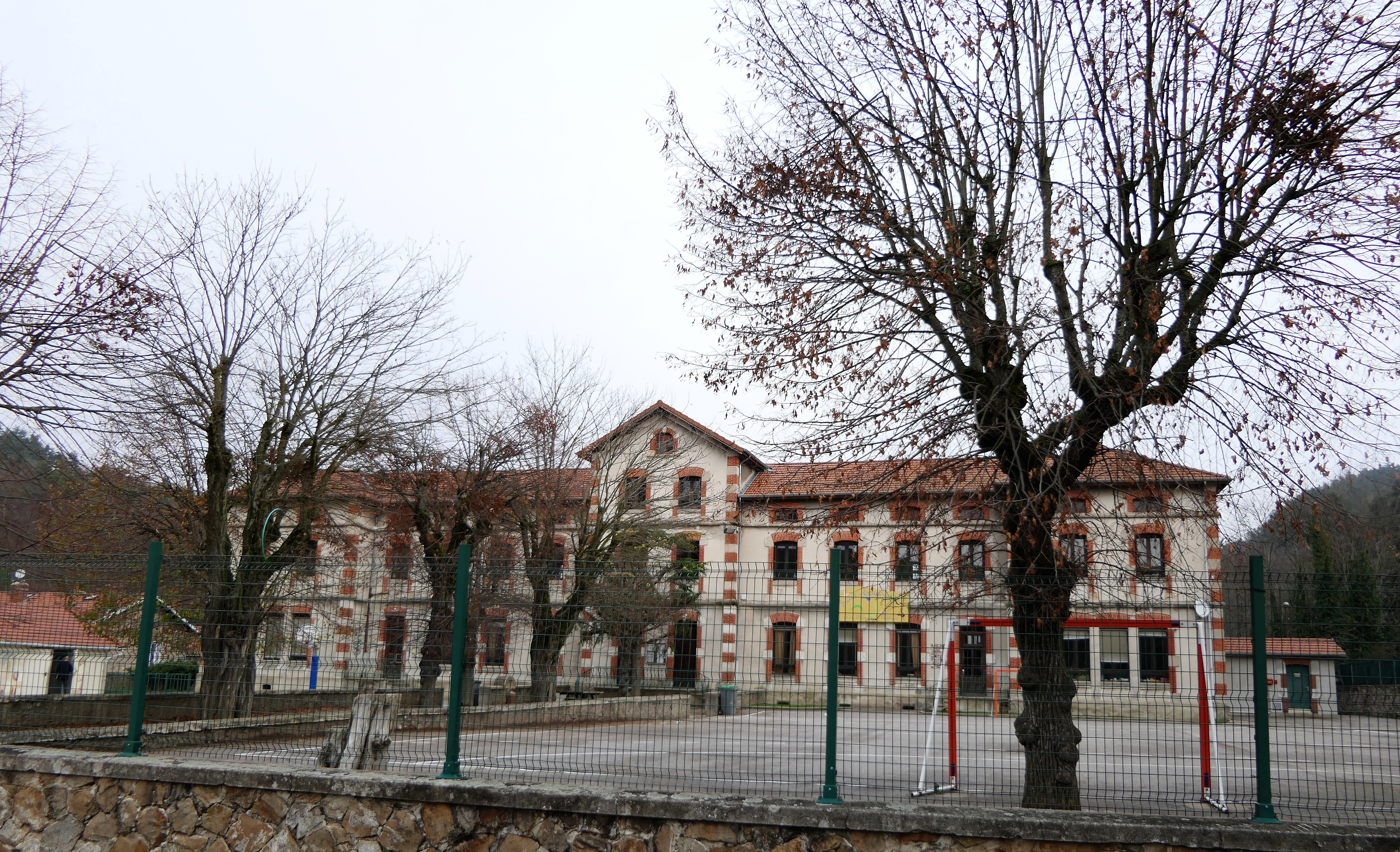
Schule

- früheres Pfarrhaus (heutiges Rathaus – Mairie)
- Waschhäuser
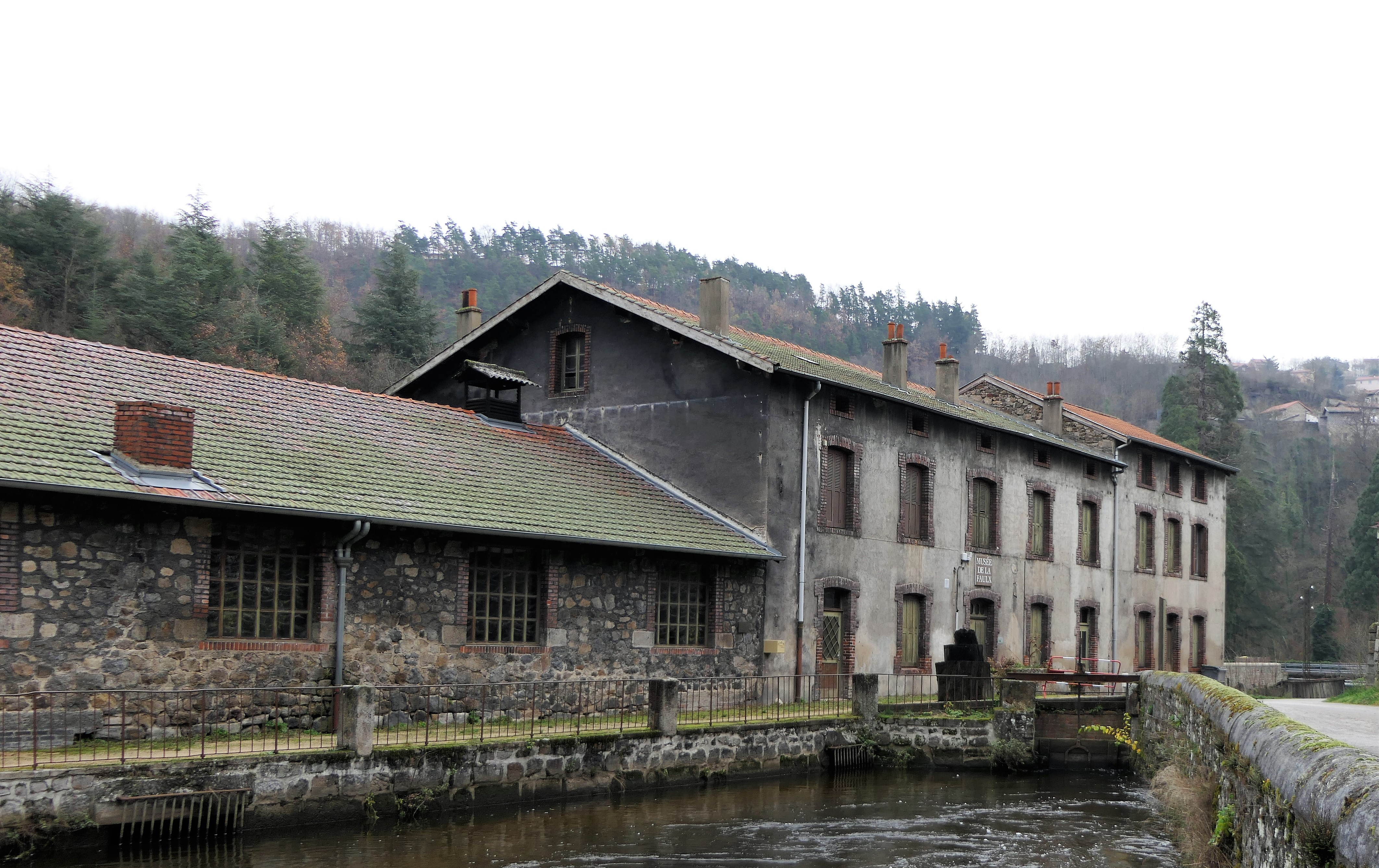
Sensenmuseum

- Kirche Mariä Himmelfahrt
- Schule
- Sensenmuseum